# Draft 1981 de la NFL
1980 1982
La draft 1981 de la NFL est la procédure par laquelle les équipes de la National Football League sélectionnent des joueurs de football américain universitaire. Elle s'est déroulée du 28 au 29 avril 1982 à l'hôtel Sheraton (en) de New York,. 
La ligue a également organisé une draft supplémentaire après la régulière et avant le début de la saison. 
Pour la première fois, les deux premiers choix généraux sont nommés respectivement Rookies offensif et défensif de l’année,. 

## Draft
La Draft se compose de 12 tours, qui permettent 28 choix chacun (soit un par équipe en principe). L'ordre des franchises est normalement décidé pour chaque tour par leurs résultats au cours de la saison précédente : plus une équipe réussit sa saison, plus son choix de draft sera tardif, et inversement. Par exemple, les Saints de La Nouvelle-Orléans, avec le pire bilan de la saison 1980 avec 1 victoire contre 15 défaites, obtiennent le premier choix de draft et le premier choix de chaque tour. À l'inverse les Raiders d'Oakland, vainqueurs du Super Bowl XV et donc champions en titre, obtiennent le dernier choix de chaque tour.
Les choix de draft peuvent aussi être échangés entre les équipes, contre d'autres choix de draft ou même des joueurs, ce qui explique que certaines franchises aient plusieurs choix ou même aucun durant un tour.
Les franchises peuvent enfin recevoir des choix de compensations en fin de tour, qui permettent à des équipes ayant perdu plus de joueurs qu'ils ne pouvaient en acquérir à l'inter-saison d'effectuer une sélection supplémentaire.
Légende :
- ° : Intronisé au Pro Football Hall of Fame
- † : Joueur sélectionné pour le Pro Bowl

### 1ertour
Les joueurs choisis au premier tour : 
| Choix | Équipe                             | Joueur                | Position         | Université                       | Notes             |
| ----- | ---------------------------------- | --------------------- | ---------------- | -------------------------------- | ----------------- |
| 1     | Saints de La Nouvelle-Orléans      | George Rogers †       | Running back     | Gamecocks de la Caroline du Sud  | ,                 |
| 2     | Giants de New York                 | Lawrence Taylor °     | Linebacker       | Tar Heels de la Caroline du Nord |                   |
| 3     | Jets de New York                   | Freeman McNeil †      | Running back     | Bruins d'UCLA                    |                   |
| 4     | Seahawks de Seattle                | Kenny Easley °        | Safety           | Bruins d'UCLA                    |                   |
| 5     | Cardinals de Saint-Louis           | E. J. Junior †        | Linebacker       | Crimson Tide de l'Alabama        |                   |
| 6     | Packers de Green Bay               | Rich Campbell         | Quarterback      | Golden Bears de la Californie    |                   |
| 7     | Buccaneers de Tampa Bay            | Hugh Green †          | Linebacker       | Panthers de Pittsburgh           |                   |
| 8     | 49ers de San Francisco             | Ronnie Lott °         | Cornerback       | Trojans d'USC                    |                   |
| 9     | Rams de Los Angeles                | Mel Owens             | Linebacker       | Wolverines du Michigan           | Redskins → Rams,  |
| 10    | Bengals de Cincinnati              | David Verser          | Wide receiver    | Jayhawks du Kansas               |                   |
| 11    | Bears de Chicago                   | Keith Van Horne       | Offensive tackle | Trojans d'USC                    |                   |
| 12    | Colts de Baltimore                 | Randy McMillan        | Running back     | Panthers de Pittsburgh           |                   |
| 13    | Dolphins de Miami                  | David Overstreet      | Running back     | Sooners de l'Oklahoma            |                   |
| 14    | Chiefs de Kansas City              | Willie Scott (en)     | Tight end        | Gamecocks de la Caroline du Sud  |                   |
| 15    | Broncos de Denver                  | Dennis Smith (en) †   | Safety           | Trojans d'USC                    |                   |
| 16    | Lions de Détroit                   | Mark Nichols (en)     | Wide receiver    | Spartans de San Jose State       |                   |
| 17    | Steelers de Pittsburgh             | Keith Gary (en)       | Defensive end    | Sooners de l'Oklahoma            |                   |
| 18    | Colts de Baltimore                 | Donnell Thompson (en) | Defensive tackle | Tar Heels de la Caroline du Nord | Vikings → Colts,  |
| 19    | Patriots de la Nouvelle-Angleterre | Brian Holloway (en) † | Offensive tackle | Cardinal de Stanford             |                   |
| 20    | Redskins de Washington             | Mark May (en) †       | Offensive tackle | Panthers de Pittsburgh           | Rams → Redskins   |
| 21    | Raiders d'Oakland                  | Ted Watts             | Cornerback       | Red Raiders de Texas Tech        | Oilers → Raiders, |
| 22    | Browns de Cleveland                | Hanford Dixon (en) †  | Cornerback       | Golden Eagles de Southern Miss   |                   |
| 23    | Raiders d'Oakland                  | Curt Marsh (en)       | Offensive tackle | Huskies de Washington            | Bills → Raiders,  |
| 24    | Chargers de San Diego              | James Brooks (en) †   | Running back     | Tigers d'Auburn                  |                   |
| 25    | Falcons d'Atlanta                  | Bobby Butler (en)     | Cornerback       | Seminoles de Florida State       |                   |
| 26    | Cowboys de Dallas                  | Howard Richards (en)  | Offensive tackle | Tigers du Missouri               |                   |
| 27    | Eagles de Philadelphie             | Leonard Mitchell (en) | Defensive end    | Cougars de Houston               |                   |
| 28    | Bills de Buffalo                   | Booker Moore (en)     | Running back     | Nittany Lions de Penn State      | Raiders → Bills   |

#### Échanges1ertour
1. ↑    1. 9 Les Rams échangent leurs choix de premier, deuxième et quatrième tours (20e, 52e et 105e) avec les Redskins, pour un choix de premier tour (9e).
2. ↑    1. 18 Les Colts échangent deux choix de deuxième tour (39e et 52e) et un choix de cinquième tour (123e) avec les Vikings, pour un choix de premier tour (18e).
3. ↑    1. 20 voir #9 Redskins → Rams
4. ↑    1. 21 Oakland envoie Dave Casper (en) à Houston pour des choix de premier et deuxième tours (21e et 48e) en 1981 et un choix de deuxième tour en 1982 (35e).
5. ↑    1. 23 Oakland échange un choix de premier tour en 1981 (28e) et un choix de troisième tour en 1982 (83e) avec Buffalo, pour un choix de premier tour en 1981 (23e).
6. ↑    1. 28 voir #23 Bills → Raiders

### Joueurs notables sélectionnés dans les tours suivants
| Choix | Équipe                             | Joueur                    | Position         | Université                       | Notes                       |
| ----- | ---------------------------------- | ------------------------- | ---------------- | -------------------------------- | --------------------------- |
| 33    | Cardinals de Saint-Louis           | Neil Lomax (en) †         | Quarterback      | Vikings de Portland State        |                             |
| 34    | Buccaneers de Tampa Bay            | James Wilder Sr. (en) †   | Running back     | Tigers du Missouri               |                             |
| 37    | Bengals de Cincinnati              | Cris Collinsworth †       | Wide receiver    | Gators de la Floride             |                             |
| 38    | Bears de Chicago                   | Mike Singletary °         | Linebacker       | Bears de Baylor                  | 49ers → Bears,              |
| 40    | 49ers de San Francisco             | Eric Wright †             | Cornerback       | Tigers du Missouri               | Bears → 49ers               |
| 41    | Chiefs de Kansas City              | Joe Delaney (en) †        | Running back     | Demons de Northwestern State     |                             |
| 43    | Rams de Los Angeles                | Jim Collins (en) †        | Linebacker       | Orange de Syracuse               | Dolphins → Rams,            |
| 47    | Patriots de la Nouvelle-Angleterre | Tony Collins (en) †       | Running back     | Pirates d'East Carolina          |                             |
| 48    | Raiders d'Oakland                  | Howie Long °              | Defensive tackle | Wildcats de Villanova            | Oilers → Raiders            |
| 51    | Saints de La Nouvelle-Orléans      | Rickey Jackson °          | Linebacker       | Panthers de Pittsburgh           | Chargers → Saints,          |
| 56    | Dolphins de Miami                  | Andra Franklin (en) †     | Running back     | Cornhuskers du Nebraska          | Raiders → Rams, → Dolphins  |
| 65    | 49ers de San Francisco             | Carlton Williamson (en) † | Safety           | Panthers de Pittsburgh           |                             |
| 69    | Redskins de Washington             | Russ Grimm (en) °         | Offensive Guard  | Panthers de Pittsburgh           | Dolphins → Rams → Redskins, |
| 71    | Saints de La Nouvelle-Orléans      | Hoby Brenner (en) †       | Tight end        | Trojans d'USC                    | Vikings → Saints,           |
| 78    | Chiefs de Kansas City              | Lloyd Burruss (en) †      | Safety           | Terrapins du Maryland            | Rams → Chiefs,              |
| 95    | Bears de Chicago                   | Todd Bell (en) †          | Safety           | Buckeyes d'Ohio State            |                             |
| 119   | Redskins de Washington             | Dexter Manley †           | Defensive end    | Cowboys d'Oklahoma State         |                             |
| 183   | Steelers de Pittsburgh             | David Little (en) †       | Linebacker       | Gators de la Floride             |                             |
| 201   | Redskins de Washington             | Charlie Brown (en)        | Wide receiver    | Bulldogs de South Carolina State |                             |
| 210   | Vikings du Minnesota               | Wade Wilson (en)          | Quarterback      | Lions de TAMUC (en)              |                             |
| ND    | Bears de Chicago                   | Jay Hilgenberg (en) †     | Centre           | Hawkeyes de l'Iowa               |                             |
| ND    | Browns de Cleveland                | Sam Mills †               | Linebacker       | Redhawks de Montclair State      |                             |
| ND    | Cowboys de Dallas                  | Everson Walls (en) †      | Cornerback       | Tigers de Grambling State (en)   |                             |
| ND    | Chiefs de Kansas City              | Deron Cherry †            | Safety           | Scarlet Knights de Rutgers       |                             |
| ND    | Chiefs de Kansas City              | Jeff Gossett (en) †       | Punter           | Panthers d'Eastern Illinois (en) |                             |
| ND    | Patriots de la Nouvelle-Angleterre | Rich Camarillo (en) †     | Punter           | Huskies de Washington            |                             |
| ND    | Giants de New York                 | Jim Burt †                | Defensive tackle | Hurricanes de Miami              |                             |
| ND    | Redskins de Washington             | Joe Jacoby (en) †         | Offensive tackle | Cardinals de Louisville          |                             |

#### Échanges tours suivants
1. ↑    1. 38 Chicago échange ses choix de deuxième et cinquième tours (40e et 122e) avec San Francisco, pour un choix de deuxième tour (38e).
2. ↑    1. 40 voir #38 49ers → Bears
3. ↑    1. 43 Les Rams échangent Bob Brudzinski (en) et un choix de deuxième tour (56e) avec les Dolphins pour des choix de deuxième et troisième tours (43e et 69e) en 1981 et un choix de deuxième tour (44e) en 1982.
4. ↑    1. 48 voir #21 Oilers → Raiders
5. ↑    1. 51 Les Saints échangent Chuck Muncie avec les Chargers pour un choix de deuxième tour (51e).
6. ↑    1. 56 Les Rams envoient Monte Jackson aux Raiders pour un choix de premier tour (19e) en 1979, un choix de troisième tour (70e) en 1980 et un choix de deuxième tour (56e) en 1981.
7. 1 2    1. 56 voir #43 Dolphins → Rams
8. ↑    1. 69 Les Redskins échangent un choix de premier tour (14e) en 1982 avec les Rams pour un choix de troisième tour (69e) en 1981, deux choix de cinquième tour (117e et 132e) en 1981 et un choix de deuxième tour (49e) en 1982.
9. ↑    1. 71 Les Saints envoient Steve Riley aux Vikings pour des choix de troisième et cinquième tours (71e et 128e).
10. ↑    1. 78 Les Chiefs envoient Walter White (en) et un choix de septième tour (177e) en 1980 aux Rams pour des choix de sixième tour (165e) en 1980 et de troisième tour en 1981 (78e).

### Draft supplémentaire
Des drafts supplémentaires ont lieu les 23 juin et 7 juillet 1981. Pour chaque joueur sélectionné dans la draft supplémentaire, l’équipe perd son choix lors de ce tour dans la draft de la saison suivante. Les Saints décident de faire un choix de premier tour et les Patriots un choix de onzième tour.
| Tour | Équipe                             | Joueur            | Position      | Université                    | Note |
| ---- | ---------------------------------- | ----------------- | ------------- | ----------------------------- | ---- |
| 1    | Saints de La Nouvelle-Orléans      | Dave Wilson (en)  | Quarterback   | Fighting Illini de l'Illinois | ,    |
| 11   | Patriots de la Nouvelle-Angleterre | Chy Davidson (en) | Wide receiver | Rams du Rhode Island          | ,    |